# British Open 2024
British Open 2024 – piąty rankingowy turniej snookerowy w sezonie 2024/2025, który został rozegrany w dniach 23-29 września 2024 roku w The Centaur w Cheltenham.

## Nagrody
|                    | Nagroda   |
| ------------------ | --------- |
| Zwycięzca          | 100 000 £ |
| Finalista          | 45 000 £  |
| Półfinalista       | 20 000 £  |
| Ćwierćfinalista    | 12 000 £  |
| 3. runda           | 9 000 £   |
| 2. runda           | 6 000 £   |
| 1. runda           | 3 000 £   |
| Najwyższy break    | 5 000 £   |
| Łączna pula nagród | 502 000 £ |

## Wyniki turnieju
Turniej jest nietypowy jak na rankingowy turniej snookerowy, ponieważ po każdej fazie na nowo losowane są przydziały do danego meczu. Nawet gracze o najwyższym rankingu mogą ze sobą grać już w początkowych fazach turnieju.

### Runda 1
Do 4 frame’ów

- Aaron Hill 1-4  Mark Allen
- Yuan Sijun 4-2  Robbie Williams
- Ashley Carty 4-0  Long Zehuang
- Bulcsú Révész 0-4  Stuart Bingham
- David Gilbert 4-1  Ben Woollaston
- Akani Songsermsawad 4-1  Antoni Kowalski
- Lim Kok Leong w/d-w/o  Mark Selby
- Hossein Vafaei 1-4  Zhang Anda
- Tian Pengfei 2-4  Luca Brecel
- Thor Chuan Leong 4-3  Mark Joyce
- Allan Taylor 1-4  Lü Haotian
- Hammad Miah(inne języki) 1-4  Ben Mertens
- Neil Robertson 4-1  Chris Totten
- Kyren Wilson 4-1  Duane Jones
- David Grace 4-0  Lewis Ullah(inne języki)
- Ryan Day 2-4  Judd Trump
- Haris Tahir 4-1  Simon Blackwell(inne języki)
- Ma Hailong(inne języki) 2-4  Marco Fu
- Graeme Dott 4-1  Zhou Yuelong
- Stan Moody 4-0  Michael Holt
- Gong Chenzhi 1-4  Xu Si
- Jak Jones 4-0  Alfred Burden
- Ricky Walden 4-0  Jamie Clarke
- Elliot Slessor 4-3  Martin O’Donnell
- Stephen Maguire 4-1  Liam Graham
- Anton Kazakow 0-4  Liam Davies
- Thepchaiya Un-Nooh 4-0  Noppon Saengkham
- Chris Wakelin 4-2  Wu Yize
- Si Jiahui 1-4  Julian Bojko
- Cheung Ka Wai 3-4  Oliver Lines
- Mark Davis 4-2  Xiao Guodong
- John Higgins 4-2  Shaun Murphy

### Runda 2
Do 4 frame’ów

- Yuan Sijun 3-4  Mark Selby
- Ricky Walden 3-4  Thepchaiya Un-Nooh
- John Higgins 4-2  Graeme Dott
- Ben Mertens 1-4  Mark Allen
- Marco Fu 0-4  Kyren Wilson
- Haris Tahir 2-4  Lü Haotian
- Oliver Lines 4-3  Akani Songsermsawad
- Stuart Bingham 3-4  Stephen Maguire
- Elliot Slessor 4-3  Xu Si
- Zhang Anda 3-4  Stan Moody
- Jak Jones 4-1  Julian Bojko
- Liam Davies 1-4  Luca Brecel
- Mark Davis 2-4  Judd Trump
- Neil Robertson 3-4  Thor Chuan Leong
- David Grace 2-4  Chris Wakelin
- David Gilbert 4-3  Ashley Carty

### Runda 3
Do 4 frame’ów

- Thor Chuan Leong 0-4  John Higgins
- Lü Haotian 3-4  David Gilbert
- Stan Moody 1-4  Oliver Lines
- Judd Trump 4-2  Stephen Maguire
- Mark Allen 4-3  Chris Wakelin
- Luca Brecel 2-4  Jak Jones
- Kyren Wilson 2-4  Elliot Slessor
- Mark Selby 4-3  Thepchaiya Un-Nooh

### Ćwierćfinały
Do 5 frame’ów

- Jak Jones 4-5  Oliver Lines
- David Gilbert 4-5  Mark Selby
- Judd Trump 3-5  Mark Allen
- Elliot Slessor 1-5  John Higgins

### Półfinały
Do 6 frame’ów
- John Higgins 6-0  Oliver Lines
- Mark Selby 6-3  Mark Allen

### Finał
Do 10 frame’ów
- John Higgins 5-10  Mark Selby

## Finał
| Finał: Do 10 wygranych frame'ów · The Centaur, Cheltenham, Anglia, 29 września 2024 · Sędzia: Ben Williams                                                                                         |                    |            |
| John Higgins | 5 – 10             | Mark Selby |
| Sesja popołudniowa: 12−100 (63), 84−0 (80), 61−10 (60), 1−85 (85), 0−137 (137), 43−88 (88), 106−4 (105), 0−135 (135) Sesja wieczorna: 69−31, 32−78, 34−95 (84), 86−25, 22−69, 0−91 (91), 0−93 (93) |                    |            |
| 105 | Najwyższy break    | 137        |
| 1 | Breaki stupunktowe | 2          |
| 3 | Breaki 50-punktowe | 8          |

## Breaki stupunktowe turnieju
- 147, 130, 102, 101  Mark Allen
- 137, 135, 115, 105, 101, 100  Mark Selby
- 133  Tian Pengfei
- 132, 105, 102  John Higgins
- 132  Ben Woollaston
- 131, 129, 105  Yuan Sijun
- 128, 109  Jak Jones
- 128  Elliot Slessor
- 127  Stephen Maguire
- 122, 102, 101  Lü Haotian
- 115  Thepchaiya Un-Nooh
- 114  Kyren Wilson
- 109  Xiao Guodong
- 108  David Gilbert
- 107  Xu Si
- 102  Marco Fu
- 102  Oliver Lines
- 101  Ma Hailong(inne języki)
- 101  Judd Trump
- 100  Neil Robertson

## Kwalifikacje
Mecze zostały rozegrane w dniach 31 lipca – 3 sierpnia w Leicester Arena w Leicesterze. Wszystkie mecze były rozgrywane do 4 wygranych frame’ów (pary nr. 1, 8, 9, 16, 17, 24, 25, 32, 33, 40, 41, 48, 49, 56, 57 oraz 64 rozegrały swoje mecze w czasie fazy telewizyjnej). Wyłoniły one 64 zawodników, którzy zostali rozstawieni do turnieju zasadniczego.
1. Mark Williams 1-4  Thor Chuan Leong
2. Si Jiahui 4-2  David Lilley
3. Alexander Ursenbacher 1-4  Thepchaiya Un-Nooh
4. Ishpreet Singh Chadha 1-4  Jamie Clarke
5. Julian Bojko 4-2  Farakh Ajaib
6. Artemijs Žižins 3-4  Allan Taylor
7. Nutcharut Wongharuthai 1-4  Liam Graham
8. John Higgins 4-1  Ross Muir
9. Allister Carter 3-4  Bulcsú Révész
10. Robbie McGuigan 0-4  Mark Davis
11. David Grace 4-2  Jack Lisowski
12. Ma Hailong(inne języki) 4-2  Jimmy Robertson
13. Noppon Saengkham 4-3  Joe Perry
14. Martin O’Donnell 4-1  Mitchell Mann
15. Michael Holt 4-0  Reanne Evans
16. Lewis Ullah(inne języki) 4-2  Manasawin Phetmalaikul(inne języki)
17. Mark Selby 4-3  Pang Junxu
18. Xu Si 4-2  Ken Doherty
19. Fan Zhengyi 2-4  Zhou Yuelong
20. Ricky Walden 4-3  Liu Hongyu
21. Andrew Pagett 1-4  Neil Robertson
22. Xing Zihao(inne języki) 3-4  Mark Joyce
23. Jimmy White 0-4  Chris Totten
24. Tom Ford 3-4  Gong Chenzhi
25. Ryan Day 4-1  Louis Heathcote
26. Mostafa Dorgham(inne języki) 1-4  Hossein Vafaei
27. Chris Wakelin 4-0  Haydon Pinhey
28. Amir Sarkhosh 3-4  Ashley Carty
29. Jiang Jun 1-4  Stephen Maguire
30. Duane Jones 4-2  Dominic Dale
31. Ahmed Aly(inne języki) 2-4  Anton Kazakow
32. Judd Trump 4-1  Robert Milkins
33. Mark Allen 4-3  Gary Wilson
34. Xiao Guodong 4-2  Huang Jiahao
35. Lim Kok Leong 4-1  Anthony Hamilton
36. Stuart Bingham 4-3  He Guoqiang
37. Joe O’Connor 2-4  Stan Moody
38. Jamie Jones 2-4  Yuan Sijun
39. Wang Yuchen 2-4  Hammad Miah(inne języki)
40. Zhang Anda 4-2  Jordan Brown
41. Jak Jones 4-2  Sanderson Lam
42. Joshua Thomond(inne języki) 1-4  Marco Fu
43. Liam Pullen 0-4  Long Zehuang
44. Alfred Burden 4-3  Andrew Higginson
45. Antoni Kowalski 4-1  Daniel Wells
46. Matthew Selt 3-4  Ben Woollaston
47. Akani Songsermsawad 4-0  Daniel Womersley(inne języki)
48. Luca Brecel 4-1  Mohamed Shehab(inne języki)
49. Ding Junhui 3-4  Aaron Hill
50. Simon Blackwell(inne języki) 4-2  Bai Yulu
51. Cheung Ka Wai 4-0  Kreishh Gurbaxani
52. Oliver Lines 4-3  Lei Peifan
53. Siripaporn Nuanthakhamjan 1-4  Wu Yize
54. Lü Haotian 4-0  Anthony McGill
55. Scott Donaldson 2-4  Tian Pengfei
56. Barry Hawkins 1-4  Liam Davies
57. Shaun Murphy 4-0  Ian Burns
58. Graeme Dott 4-1  Matthew Stevens
59. David Gilbert 4-0  Dylan Emery
60. Dean Young 3-4  Haris Tahir
61. Zak Surety 1-4  Ben Mertens
62. Joshua Cooper(inne języki) 1-4  Elliot Slessor
63. Jackson Page 1-4  Robbie Williams
64. Kyren Wilson 4-0  Julien Leclercq

## Breaki stupunktowe kwalifikacji
- 127, 100  Noppon Saengkham
- 125  Mark Selby
- 120  Xu Si
- 117  Aaron Hill
- 117  Tom Ford
- 116  Oliver Lines
- 114  Zhang Anda
- 111  Wu Yize
- 110  Sanderson Lam
- 108  Mark Davis
- 105  Shaun Murphy
- 104, 102  Long Zehuang
- 104  Judd Trump
- 102  Jamie Jones
- 101  David Grace
- 100  Louis Heathcote
- 100  Stan Moody
- 100  Xiao Guodong